# Euterpeflat
De Euterpeflat is een flatgebouw aan Euterpelaan in de Nederlandse stad Heerlen. De toren is ontworpen door het architectenbureau van Peter Sigmond en telt zestien verdiepingen boven de begaande grond. Hij lijkt een hogere versie te zijn van de twee woontorens die Sigmond aan het begin van de jaren 60 ontwierp in de Heerlense wijk Vrieheide-De Stack. De toren werd opgeleverd rond 1964 en was destijds één van de hogere woontorens van Nederland. 
De flat werd net als de nabijgelegen Homerusflat en Shoppingcenter 't Loon binnen hetzelfde masterplan ontwikkeld door Vascomij. Aanvankelijk zouden er twee torenflats van zestien verdiepingen worden gebouwd worden; één ten noordwesten van het winkelcentrum en één ten zuidoosten. De noordwestelijke torenflat werd in gewijzigde plannen vervangen door een lager langgerekt flatgebouw direct aan het winkelcentrum; De Homerusflat.